# Laboulbenia subterranea
Laboulbenia subterranea är en svampart som beskrevs av Thaxt. 1893. Laboulbenia subterranea ingår i släktet Laboulbenia och familjen Laboulbeniaceae.  Arten är reproducerande i Sverige.Utöver nominatformen finns också underarten lecoareri.